# DSRV-2
DSRV-2，或稱阿瓦隆（英語：Avalon）號，曾是一艘神秘級深潛救生艇。它最大可以下潛至5000英呎 （1500公尺），以拯救被困在海底深處的潛艇艇員。阿瓦隆是為了應對像1963年長尾鯊號潛艇失蹤那樣的事件而被設計的，所以美國海軍可以用它營救被困的潛艇艇員。

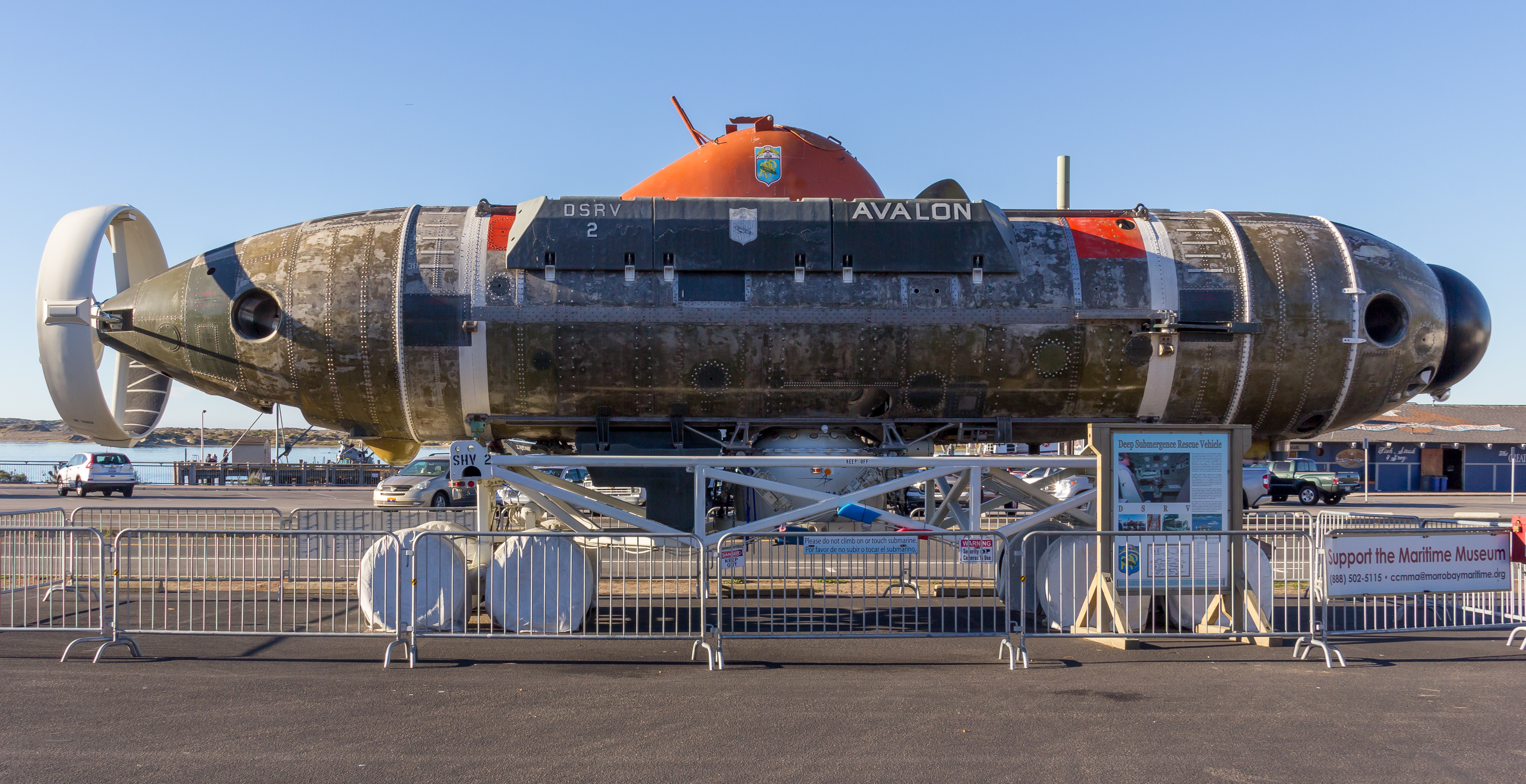
在莫羅貝的阿瓦隆號

阿瓦隆於1971年開始服役，必須經由空運投放。它長50英尺（15），直徑8英尺（2.4），重37噸。它能夠下降到5,000英尺（1,500）的深度。除了船員外，它每次可以載24名乘客。阿瓦隆的動力是使用電池供電，電力不足時，得先中斷救援任務為電池充電。
阿瓦隆曾駐紮在聖地牙哥的北岛海军航空站，但它從未實際執行過任何救援任務，這艘船在2000年退役。阿瓦隆後來被捐贈給位於加利福尼亞州莫羅貝的莫羅貝海事博物館，進行公開展示。